# Claassenia manchuriana
Claassenia manchuriana är en bäcksländeart som först beskrevs av Banks 1920.  Claassenia manchuriana ingår i släktet Claassenia och familjen jättebäcksländor. Inga underarter finns listade i Catalogue of Life.